# Mežek
Mežek je priimek več znanih Slovencev:
- Aleksander Mežek (*1948), pevec in skladatelj zabavne glasbe (kantavtor)
- Anton Mežek (1889 - ?) organist
- Darko Mežek, založnik
- Marija Mežek (1919 - ), stoletnica
- Slavko Mežek (*1952), glasbeni pedagog, zborovodja, kulturnik, varuh dediščine - Kropa (predsednik Gibanja Kultura-Natura Slovenija)